# Metaleurodicus variporus
Metaleurodicus variporus là một loài côn trùng cánh nửa trong họ Aleyrodidae, phân họ Aleurodicinae.
Metaleurodicus variporus được Martin miêu tả khoa học đầu tiên năm 2004.